# Colpotrochia xenia
Colpotrochia xenia là một loài tò vò trong họ Ichneumonidae.